# Krivača (Lučani)
Pour les articles homonymes, voir Krivača.
Krivača (en serbe cyrillique : Кривача) est un village de Serbie situé dans la municipalité de Lučani, district de Moravica. Au recensement de 2011, il comptait 157 habitants.

## Démographie
| 1948 | 1953 | 1961 | 1971 | 1981 | 1991 | 2002 | 2011 |
| ---- | ---- | ---- | ---- | ---- | ---- | ---- | ---- |
| 249  | 256  | 270  | 241  | 229  | 219  | 171  | 157  |

|  |